# Булавіна Руслана Олександрівна
Русла́на Олекса́ндрівна Була́віна (* 2001) — українська дзюдоїстка. Чемпіонка України; призерка чемпіонату Європи.

## З життєпису
Народилася 2001 року. Проживає в місті Дніпро. Тренери — Харламов В. В., Саркісян Я. Г.

### Спортивні досягнення
- Бронзова призерка чемпіонату України U21-2017
- Бронзова призерка чемпіонату України U18-2017
- срібна призерка-2018 в Сараєво (Боснія та Герцеговина) Чемпіонату Європи з дзюдо серед молоді, спортсменів не старше 23 років у надважкій ваговій категорії +78 кг;
- Срібна призерка Кубка Європи U18 (Клуж-Напока) — 2018
- Чемпіонка України U18-2018
- Чемпіонка України U21 — 2018, 2019, 2020
- Бронзова призерка чемпіонату України-2018
- Срібна призерка Кубка Європи U21 Клуж-Напока — 2019
- Чемпіонка України U23-2019
- Бронзова призерка EUROPAEN OPEN (Прага) — 2021
- 2024 здобула срібло на Кубку Європи з дзюдо у ваговій категорії понад 78 кг в естонському Таллінні[1]